# Cementerio municipal de Quillota

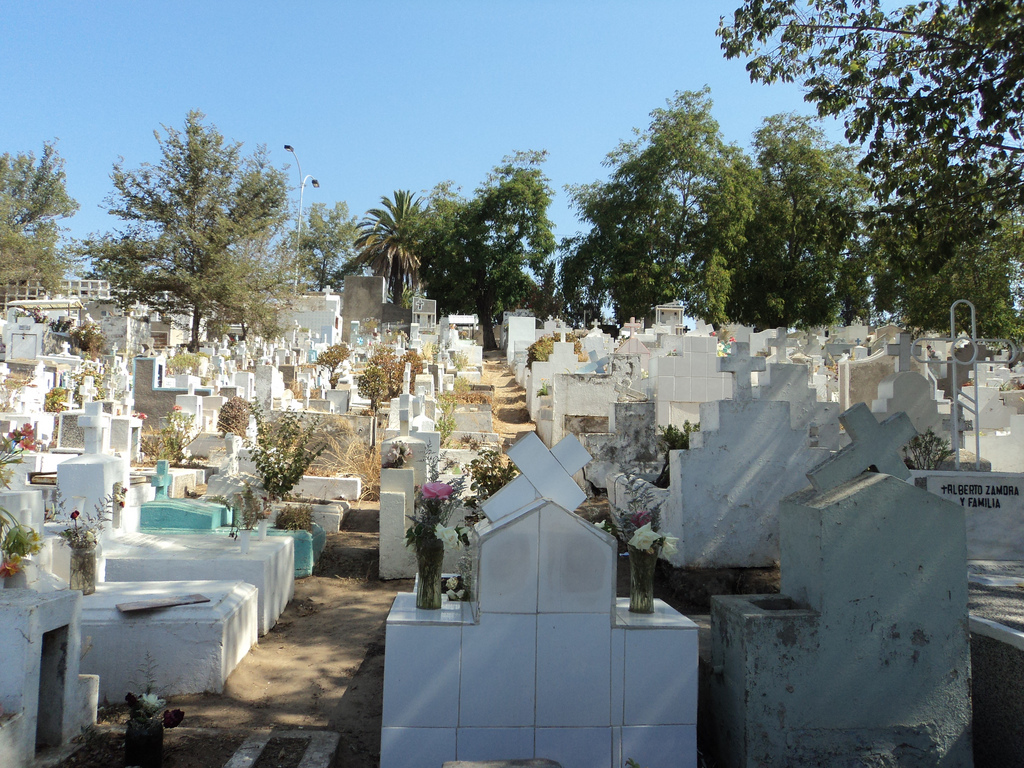
El cementerio.

El Cementerio Municipal de Quillota está ubicado en el cerro Mayaca, en la ciudad de Quillota, Región de Valparaíso, Chile. 

## Historia
El cementerio municipal tiene su origen en un decreto promulagado por el director supremo Ramón Freire el 31 de julio de 1823. Sin embargo, y según diversas fuentes, la ordenación de su creación llegó recién en 1831, y solo comenzó su funcionamiento en 1833. En 2014, una investigación histórica de la historiadora Ana María Ojeda y la arquitecta Patricia Sepúlveda postuló que, debido a que el libro de defunciones tenía registros desde 1815, el origen del cementerio sería de una fecha anterior, lo que lo convertiría en el camposanto más antiguo de la época republicana de Chile, al superar al Cementerio General de Santiago de 1821.
En 1870 se construyó una capilla católica, y en 1871 se dividió en dos secciones, una para mausoleos y sepulturas de familia, y otra para el cementerio laico. En 1880 se realizó el cierre perimetral, gracias a la donación de terrenos a la municipalidad de Manuela Rodríguez. En el año 1896 el cementerio estableció protocolos para la inhumación, y se urbanizó el terreno, para recibir de mejor manera a los visitantes. En los años siguientes se construyeron escaleras para llevar a los deudos al cerro Mayaca.
Dentro del cementerio se ubica la tumba del Cacho Ochoa, delincuente de nacionalidad argentina que tiene más de cien placas de agradecimientos por los favores concedidos.